# اتو کیوسوکه
اتو کیوسوکه ((به ژاپنی: 江渡 恭助, Eto Kyōsuke); ۱۵ ژوئن ۱۸۸۰ – ۱۹ ژوئیهٔ ۱۹۱۷) یک افسر در نیروی دریایی امپراتوری ژاپن در جنگ روسیه و ژاپن و در  جنگ جهانی اول بود.
همچنین برندهٔ جوایزی همچون نشان حمام، نشان بادبادک طلایی، و نشان خورشید فروزان شده‌است.